# Can Tonet (Vidreres)
Can Tonet és una masia de Vidreres (Selva) inclosa a l'Inventari del Patrimoni Arquitectònic de Catalunya.

## Descripció
Masia de planta rectangular estructurada en dues plantes. La planta baixa consta de dues obertures, com són el portal d'accés rectangular, de llinda monolítica la qual ha desaparegut però no així els muntants de pedra. Flanquejat a ponent per una petita obertura rectangular de llinda monolítica amb muntants de pedra. Pel que fa al primer pis o planta noble, també disposa de dues obertures. Per una banda, la central, ubicada simètricament sobre el portal d'accés, d'arc depressiu convex i muntants de pedra. I per l'altra, a ponent, una finestra rectangular, de llinda monolítica conformant un arc pla i muntants de pedra.
La masia va ser construïda en diverses etapes constructives a base d'afegits successius, tal com molt bé demostren els diversos dintells que recullen inscripcions al·ludint a les diverses etapes constructives, com ara el 1633 i el 1719. Masia coberta amb una teulada de vessants a laterals.